# Левачево-Ельцево
Левачево-Ельцево — деревня в Шенкурском районе Архангельской области. Входит в состав муниципального образования «Федорогорское».

## География
Деревня расположена в южной части Архангельской области, в таёжной зоне, в пределах северной части Русской равнины, в 5 километрах на северо-востоке от города Шенкурска, на правом берегу реки Вага. Ближайшие населённые пункты: на юге деревня Никифоровская, на востоке деревня Аршутинская, на северо-востоке деревня Власьевская.
Часовой пояс
Левачево-Ельцево, как и вся Архангельская область, находится в часовой зоне МСК (московское время). Смещение применяемого времени относительно UTC составляет +3:00.

## Население
| 2002 | 2010 | 2012 |
| ---- | ---- | ---- |
| 91   | ↘62  | ↗71  |